# Cita a ciegas (Ángel)
Cita a ciegas (en inglés Blind Date), es el vigésimo primer episodio de la primera temporada de la serie de televisión estadounidense Ángel. Escrito por Jeannine Renshaw y dirigido por Thomas J. Wright. El episodio se estrenó originalmente el 16 de mayo del año 2000. En este episodio Ángel acepta ayudar de mala gana a su peor enemigo de Wolfram&Hart, luego de que el mismo tiene planeado traicionar a la firma con tal de llevar una mejor vida. 

## Argumento
Luego de matar a unos vampiros en un almacén, Ángel contempla como una mujer ciega mata a un hombre inocente y lo ataca con unas extraordinarias habilidades de defensa personal. Ángel le comenta de todo a Wesley y Cordelia quienes al investigarla la descubren como Vanessa Brewer una mujer aparentemente dotada de un don sobrenatural que aumenta su manera d epercibir su entorno y que está siendo defendida por Lindsey McDonald un abogado de la firma Wolfram & Hart. 
Ángel se enfurece por no poder encontrar pruebas contundentes de los homicidios de Vannesa y sobre todo porque la firma W&H ha hecho de las suyas nuevamente creando de la ciudad lentamente su propia utopía. De repente a Investigaciones Ángel llega Lindsey quien alega que ya no quiere trabajar con Wolfram&Hart. En un principio a Ángel le cuesta trabajo creerle al joven abogado, aun cuando el último le explica que fueron las injusticias de su vida pasada las que lo orillaron a unirse a las filas de la firma de abogados. Cuando Lindsey menciona que cree que Vannesa va asesinar a unos niños, Ángel decide finalmente trabajar de mala gana con su odiado enemigo. Esa misma noche Ángel se reúne con Gunn para convencerlo de ayudarlo a infiltrarse en el vestíbulo de W&H.              
Al día siguiente Lindsey le abre las puertas al vampiro al dejarle una tarjeta de acceso restringido, mientras Gunn distrae a los "detecta vampiros" al liberar a un vampiro en el vestíbulo del edificio. Ángel vestido en un traje, toma la tarjeta que le entregó Lindsey y accede a una bóveda donde roba los CD de acceso restringidos y un extraño pipeto con él se siente de alguna forma conectado. Este acto activa una alarma y aunque el vampiro logra escapar a tiempo. Lindsey por otra parte debe quedarse luego de que a la firma llegan unas telepatas contratadas para detectar a un empleado que ha traicionado a la firma. 
Las telepatas encuentran culpable a Lee de reunirse secretamente con algunos clientes y como respuesta el mismo es ejecutado rápidamente con un balazo en su cabeza por los guardias de seguridad. Holland Manners uno de los accionistas más experimentado de las firma, anuncia que todos pueden irse, pero pide hablar con Lindsey a solas. Una vez estando solos, Holland le comenta que sabe lo de su traición y para sorpresa de Lindsey, Holland decide dejarlo vivir alegando que lo conoce lo suficientemente bien como para saber que Lindsey nunca será capaz de abandonar W&H. 
En las oficinas de IA, Ángel se sorprende de no encontrar a Lindsey y acaba dándolo por muerto. Wesley encuentra el pipeto que Ángel tomo y siente la necesidad de traducirlo, ya que le extraña que su jefe lo haya tomado sin motivo alguno. Cordelia llama a Willow para que la ayude a traducir los discos sobre Vanessa. La información descifrada revela que Vannesa se cegó intencionalmente a la edad de 21 y después entreno por un tiempo con unos monjes para aprender "el arte de ver con el corazón y no con la mente". También descubre que la misión de Vanessa es asesinar a tres niños videntes ciegos.
Ángel intercepta el refugio de los niños videntes mientras Lindsey aparece en el lugar dispuesto a defenderlos. Ángel llega para pelear contra Vanessa y usa el punto ciego de la misma para derrotarla que consiste en quedarse completamente inmóvil. Lindsey decide regresar a W&H a entregar los discos robados por Ángel pero antes de marcharse es detenido por Holland quien decide darle el ascenso que el joven había estado persiguiendo a lo largo de toda su vida. Al conseguir lo que anhelaba tanto Lindsey se pone a contemplar la ciudad de igual manera que lo hace Ángel desde sus oficinas.

## Elenco
- David Boreanaz como Ángel.
- Charisma Carpenter como Cordelia Chase.
- Alexis Denisof como Wesley Wyndam Pryce.

## Actuación
Jennifer Badger, que esteralizo el episodio como Vanessa, había sido anteriormente la doble de Charisma Carpenter y Eliza Dushku en las dos series: Buffy y Ángel.

## Producción
El supervisor de efectos visuales Loni Peristere comento que no pudieron filmar la perspectiva de Vanessa con Greenscreen, así fue cuando llegó la loca idea de pintar a las actores con brillo y filmar las escenas en la oscuridad. El efecto se intensificó con el montaje del set, después de intervenir la imagen- "se supuso en la historia que Vanessa veía la acción antes que transcurriera", explica Peristere "La idea fue demente pero funciono muy bien."

### Redacción
Tim Minear explicó que el episodio ofrece la oportunidad de ver cómo funciona la firma de Wolfram&Hart y a su vez dar una exploración de la historia de Lindsey y sus motivaciones para trabajar en la firma.

## Continuidad
- Aparece por primera vez Hollan Manners uno de los abogados que traen de la muerte a Darla para pasar a Ángel al lado del mal.
- Lindsey considera por primera vez abandonar a W&H algo que solo realiza por completo en la segunda temporada.
- Hay otro crossover con la cuarta temporada de Buffy, el episodio Primaveral ocurre durante los eventos de este episodio: En una escena Cordelia habla por teléfono con Willow para descifrar unos archivos ocultos de Wolfram & Hart mientras que Willow por otra parte lidia con descifrar los archivos de La Iniciativa.